# Unicorn (grupo)
Unicorn (hangul: 유니콘) foi um grupo feminino sul-coreano formado pelo cantor veterano de R&B Kim Jo-han, sob a Show Brothers Entertainment. De acordo com Kim, o nome de grupo vem do objetivo de ''curar as pessoas com a música, assim como o chifre de um unicórnio é dito ter o poder da terapia''. O grupo estreou em 3 de setembro de 2015.

## História

### Pre-Estreia
Em 2013, Rumi havia estreado como integrante do girl group Purplay, tendo o nome Seolha. Após o lançamento da prévia da música de estreia, ''Love and Remember'', o grupo foi acusado de plagiar a coreografia do grupo I.aM.mE. A agência do grupo, Purplei Entertainment, afirmou que a coreografia de ''Love and Remember'' teve como inspiração a coreografia do I.aM.mE e, colocou os créditos ao grupo na descrição do vídeo.

### 2015: Estreia com Once Upon a Time
Unicorn foi revelado ao público pela primeira vez em agosto de 2015, através da minissérie I Am a Girl Group, da Naver. No dia 3 de setembro, o grupo lançou seu EP de estreia intitulado Unicorn 'Once Upon a Time'. O videoclipe da faixa principal, ''Huk'', foi disponibilizado no mesmo dia.

### 2016-2017: Saída de Winnie, nova agência, 'Blink Blink' e disband
Em meados de 2016, foi anunciado que Winnie saiu do grupo devido a problemas de saúde. Depois da saída de Winnie, Unicorn assinou um contrato com a agência 'Cartoon Blue Company'.
No dia 26 de julho de 2016, elas lançaram uma prévia de sua música intitulada ''Blink Blink''. Um dia depois, elas disponibilizaram o videoclipe e seu segundo mini álbum, Unicorn Plus / The Brand New Label.
Em Setembro de 2017 a Cartoon Blue Company anunciou o disband do grupo.

## Ex-integrantes
- Winnie (hangul: 위니), nascida Park Chan Song (hangul: 박찬송) em Suwon, em 16 de junho de 1992 (32 anos).
- Yujin (hangul: 유진), nascida Chae Yu Jin (hangul: 채유진) em Iksan, em 29 de novembro de 1992 (32 anos).
- Rumi (hangul: 루미), nascida Seol Ah Reum (hangul: 설아름) em Busan, em 5 de outubro de 1993 (31 anos).
- Gayoung (hangul: 가영), nascida Oh Gayoung (hangul: 오가영) em Goyang, Gyeonggi, em 14 de outubro de 1994 (30 anos).
- Sally (hangul: 샐리), nascida Kim Jung Hyun (hangul: 김정현) em Bucheon, Gyeonggi-do, em 4 de abril de 1995 (29 anos).

## Discografia

### Extended plays
| Título                            | Detalhes do Álbum | Melhor Posição | Vendas      |
| Título                            | Detalhes do Álbum | KOR            | Vendas      |
| --------------------------------- | --- | -------------- | ----------- |
| Once Upon a Time                  | - Lançamento: 1 de setembro de 2015 - Gravadora: Show Brothers Entertainment - Formatos: CD, Download Digital Track list 1. "Intro" 2. "Huk (헉)" 3. "못참겠어" 4. "Step by Step"                                    | 21             | - KOR: 736+ |
| Unicorn Plus_ The Brand New Label | - Lançamento: 28 de julho de 2016 - Gravadora: Cartoon Blue Company - Formatos: CD, Download Digital Track list 1. "Unicorn Intro" 2. "Blink Blink" 3. "Sun Shower" 4. "I Need You Tonight" 5. "Blink Blink (Inst.)" | 45             | - KOR: 355+ |

### Músicas
| Título        | Ano  | Melhor Posição | Vendas        | Álbum                              |
| Título        | Ano  | KOR            | Vendas        | Álbum                              |
| ------------- | ---- | -------------- | ------------- | ---------------------------------- |
| "Huk" (헉)    | 2015 | —              | - KOR: 3,456+ | Once Upon a Time                   |
| "Blink Blink" | 2016 | —              | - KOR:        | UNICORN PLUS / THE BRAND NEW LABEL |

## Filmografia

### Televisão
| Ano  | Título            | Canal   | Integrante(s) | Nota                 |
| ---- | ----------------- | ------- | ------------- | -------------------- |
| 2014 | I Am a Girl Group | NaverTV | Todas         | Minissérie de Sitcom |

## Videografia
| Ano  | Título      | Notas       |
| ---- | ----------- | ----------- |
| 2015 | HUK (헉)    | Music Video |
| 2015 | HUK (헉)    | Dance Ver.  |
| 2016 | Blink Blink | Music Video |
| 2016 | Blink Blink | Dance Ver.  |